# Stadion Miejski w Jastrzębiu-Zdroju
Stadion Miejski w Jastrzębiu-Zdroju – piłkarski obiekt sportowy w Jastrzębiu-Zdroju. 

## Charakterystyka
Należący do Miejskiego Ośrodka Sportu i Rekreacji, z 5650 miejsc siedzących. Stadion okryty jest płytą trawiastą, posiada rozbudowane zaplecze z salą gimnastyczną, siłownią oraz sauną. W 2007 przeszedł modernizację, która zapewniła mu licencję na odbywanie meczów na poziomie II ligi.